# 宇宙空間
宇宙空間（）は、地球およびその他の天体（それぞれの大気圏を含む）に属さない空間領域を指す。また別義では、地球以外の天体を含み、したがって、地球の大気圏よりも外に広がる空間領域を指す。なお英語では outer を省いて単に spaceと呼ぶ場合も多い。日本語でも直訳の「外宇宙」という言葉がある。

地球大気の鉛直構造（縮尺は正しくない）

狭義の宇宙空間には星間ガスと呼ばれる水素 (H) やヘリウム (He) や星間物質と呼ばれるものが存在している。それらによって恒星などが構成されていく。

## 宇宙空間の定義
国際条約において宇宙空間を定義することは領空の上限を定義することを意味するため、各国とも慎重であり明文化された定義は存在しない。近年、宇宙空間の利用が急増しており、国際連合宇宙空間平和利用委員会 (COPUOS) の法律小委員会でもより定義が検討課題になっている。
国際航空連盟 (FAI) では地上から100キロメートルをカーマン・ラインとして、宇宙空間と大気圏の境界線と定義している。一方でアメリカ空軍は80キロメートル以上を宇宙空間としており、宇宙飛行士の認定で差異が生じている。